# André Renard
André Renard es un deportista brasileño que compitió en vela en la clase Soling. Ganó cuatro medallas en el Campeonato Mundial de Soling entre los años 2007 y 2018.

## Palmarés internacional
| Campeonato Mundial | Campeonato Mundial       | Campeonato Mundial | Campeonato Mundial |
| Año                | Lugar                    | Medalla            | Clase              |
| ------------------ | ------------------------ | ------------------ | ------------------ |
| 2007               | San Isidro (Argentina)   | Medalla de plata   | Soling             |
| 2010               | Porto Alegre (Brasil)    | Medalla de bronce  | Soling             |
| 2014               | Punta del Este (Uruguay) | Medalla de plata   | Soling             |
| 2018               | San Isidro (Argentina)   | Medalla de plata   | Soling             |